# Tecmo Baseball
Tecmo Baseball is een videospel voor het platform Nintendo Entertainment System. Het spel werd uitgebracht in 1988. Dit basebasespel kent vijf modi, te weten: 'One Player', 'Two Player', 'One Player Allstar', 'Two Player Allstar' en 'watch mode'.